# Antoine Laville
Cet article concerne le médecin français. Pour le musicien français, voir Antoine Laville (musicien).
Pour les articles homonymes, voir Laville.
Antoine Laville (1er janvier 1934 - 28 novembre 2002) est un médecin français qui a contribué activement au développement de l’ergonomie dans le monde francophone.

## Carrière professionnelle
Il amorce sa carrière de chercheur en s’intéressant à l’impact des conditions de travail sur les travailleurs et les travailleuses au Laboratoire de physiologie du travail du CNAM, en 1962. De 1990 à 2001, il a été directeur du programme de doctorat d’ergonomie à l'École pratique des hautes études (EPHE) de Paris. Il est également un des deux membres fondateurs du Centre de recherches et d’études sur l’âge et les populations au travail (CREAPT) en 1991.